# Wahlbezirk Böhmen 74
Der Wahlbezirk Böhmen 74 war ein Wahlkreis für die Wahlen zum Abgeordnetenhaus im österreichischen Kronland Böhmen. Der Wahlbezirk wurde 1907 mit der Einführung der Reichsratswahlordnung geschaffen und bestand bis zum Zusammenbruch der Habsburgermonarchie.

## Geschichte
Nachdem der Reichsrat im Herbst 1906 das allgemeine, gleiche, geheime und direkte Männerwahlrecht beschlossen hatte, wurde mit 26. Jänner 1907 die große Wahlrechtsreform durch Sanktionierung von Kaiser Franz Joseph I. gültig. Mit der neuen Reichsratswahlordnung schuf man insgesamt 516 Wahlbezirke, wobei mit Ausnahme Galiziens in jedem Wahlbezirk ein Abgeordneter im Zuge der Reichsratswahl gewählt wurde. Der Abgeordnete musste sich dabei im ersten Wahlgang oder in einer Stichwahl mit absoluter Mehrheit durchsetzen. Der Wahlkreis Böhmen 74 umfasste die Gerichtsbezirke Pilgram, Kamenitz an der Linde, Patzau, von denen jedoch die Städte Kamenitz an der Linde (Wahlbezirk 29) sowie Pilgram und Patzau (Wahlbezirk 33) ausgenommen waren.
Aus der Reichsratswahl 1907 ging Milo Záruba als Sieger hervor. Bei der Reichsratswahl 1911 konnte sich Václav Donát durchsetzen.

## Wahlergebnisse

### Reichsratswahl 1907
Die Reichsratswahl 1907 wurde am 14. Mai 1907 (erster Wahlgang) sowie am 23. Mai 1907 (Stichwahl) durchgeführt.

#### Erster Wahlgang
| Kandidat                                                                 | Partei                                               | Wahlkreis- stimmen | Stimmen- anteil |
| ------------------------------------------------------------------------ | ---------------------------------------------------- | ------------------ | --------------- |
| Milo Záruba                                                              | Partei des katholischen Volkes (Klerikaler Agrarier) | 5521               | 49,1 %          |
| Václav Donát                                                             | Tschechische Agrarpartei                             | 3287               | 29,3 %          |
| Leopold Brodil                                                           | Tschechische Sozialdemokratische Partei              | 2680               | 23,8 %          |
| Václav Cerny                                                             | Tschechische Agrarpartei                             | 687                | 6,1 %           |
|                                                                          | Sonstige Parteien                                    | 40                 | 0,4 %           |
| Wahlberechtigte: 13.024, Ungültige Stimmen: 115, Wahlbeteiligung: 87,2 % |                                                      |                    |                 |

#### Stichwahl
| Kandidat                                                                | Partei                                               | Wahlkreis- stimmen | Stimmen- anteil |
| ----------------------------------------------------------------------- | ---------------------------------------------------- | ------------------ | --------------- |
| Milo Záruba                                                             | Partei des katholischen Volkes (Klerikaler Agrarier) | 5686               | 53,6 %          |
| Václav Donát                                                            | Tschechische Agrarpartei                             | 4915               | 46,4 %          |
| Wahlberechtigte: 13.024, Ungültige Stimmen: 67, Wahlbeteiligung: 81,9 % |                                                      |                    |                 |

### Reichsratswahl 1911
Die Reichsratswahl 1911 wurde am 13. Juni 1911 sowie am 20. Juni 1911 (Stichwahl) durchgeführt.

#### Erster Wahlgang
| Kandidat                                                                       | Partei                                  | Wahlkreis- stimmen | Stimmen- anteil |
| ------------------------------------------------------------------------------ | --------------------------------------- | ------------------ | --------------- |
| Milo Záruba                                                                    | Christlichsoziale Partei                | 4986               | 47,7 %          |
| Václav Donát                                                                   | Tschechische Agrarpartei                | 4254               | 40,7 %          |
| Josef Šáda                                                                     | Tschechische Sozialdemokratische Partei | 1186               | 11,4 %          |
|                                                                                | Sonstige Parteien                       | 20                 | 0,2 %           |
| Wahlberechtigte: 13.011, Ungültige/Leere Stimmen: 111, Wahlbeteiligung: 81,1 % |                                         |                    |                 |

#### Stichwahl
| Kandidat                                                                | Partei                   | Wahlkreis- stimmen | Stimmen- anteil |
| ----------------------------------------------------------------------- | ------------------------ | ------------------ | --------------- |
| Václav Donát                                                            | Tschechische Agrarpartei | 5581               | 51,0 %          |
| Milo Záruba                                                             | Christlichsoziale Partei | 5369               | 49,0 %          |
| Wahlberechtigte: 13.011, Ungültige Stimmen: 85, Wahlbeteiligung: 84,8 % |                          |                    |                 |